# Trossjön, Jämtland
Trossjön är en sjö i Bräcke kommun i Jämtland och ingår i Ljungans huvudavrinningsområde. Sjön har en area på 0,365 kvadratkilometer och ligger 267 meter över havet. Sjön avvattnas av vattendraget Ljungån.

## Delavrinningsområde
Trossjön ingår i det delavrinningsområde (697539-152286) som SMHI kallar för Utloppet av Trossjön. Medelhöjden är 318 meter över havet och ytan är 8,38 kvadratkilometer. Räknas de 57 avrinningsområdena uppströms in blir den ackumulerade arean 440,7 kvadratkilometer. Ljungån som avvattnar avrinningsområdet har biflödesordning 3, vilket innebär att vattnet flödar genom totalt 3 vattendrag innan det når havet efter 133 kilometer. Avrinningsområdet består mestadels av skog (81 procent). Avrinningsområdet har 0,37 kvadratkilometer vattenytor vilket ger det en sjöprocent på 4,4 procent.